# 쥘 아르두앙 망사르

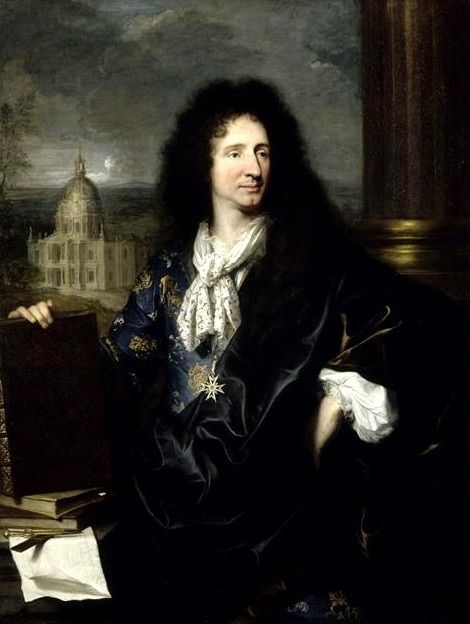
쥘 아르두앙 망사르

쥘 아르두앙 망사르(프랑스어: Jules Hardouin Mansart, 1646년 4월 16일 ~ 1708년 5월 11일)는 프랑스의 건축가로 프랑수아 망사르의 종손이다. 파리에서 출생하였다. 1674년에 루이 14세의 궁정 건축가가 되어 17세기 전반에 프랑스를 지배한 고전 건축을 17세기 후반까지 보급시킨 사람 중 하나이다. 루이 르 보의 뒤를 이어 유리의 방을 비롯해 베르사유 궁전을 건축하고 정원을 설계하였다. 1681년에는 루이 14세의 수석 건축가가 되었고 이듬해 사곤 백작(comte de Sagonne)의 작위를 받았다. 망사르 지붕으로 유명하며, 작품으로는 《성내 예배당》, 《여왕의 계단》 등이 있다.

## 작업한 건축물
- 파리 천문대
- 방돔 광장
- 루아얄 다리
- 생제르맹앙레 성
- 아를 시청
- 샹보르 성 예배당